# Holcoperla magna
Holcoperla magna is een steenvlieg uit de familie Gripopterygidae. De wetenschappelijke naam van de soort is voor het eerst geldig gepubliceerd in 1983 door McLellan.